# 유대 페르시아어
유대 페르시아어(Judeo-Persian)는 크게 2가지 의미가 있는데, 페르시아 지역의 유대인들이 쓰는 유대어를 가리키는 총칭일 수도 있고, (히브리 문자로 쓰인) 문어로서의 유대 페르시아어를 가리킬 수도 있다. 총칭으로 쓰이는 경우 과거 광대했던 페르시아 제국 전역의 유대인 공동체(이란 유대인, 산악 유대인, 아프간 유대인, 부하라 유대인) 사이에서 사용되는 다양한 이란어 변종들(유대 이란어)을 통틀어 가리킨다.
화자들은 자신들의 언어를 단순히 '파르시'(Fārsi)라고 칭한다. 일부 비유대인들은 이를 '쥐디'(dzhidi)라고 부르는데 이는 유대인을 부르는 다소 경멸적인 지칭이다.

## 종류
- 협의의 유대 페르시아어 (표준적 문어)
- 부하라어 (유대 타지크어)
- 유대 시라즈어
- 유대 이스파한어
- 유대 하마단어
- 유대 카샨어
- 유대 타트어 (주후리어)
- 유대 아람어: 이란어가 아니지만 이란 영토에서 쓰여 종종 포함된다.

## 같이 보기
- 이란 유대인
- 유대 타트어
- 유대 우르두어